# Annali delle primavere e degli autunni
Gli Annali delle primavere e degli autunni (春秋S, ChūnqiūP) sono la cronaca ufficiale del Regno cinese Lu. Essa copre il periodo dal 722 a.C. al 481 a.C., definito appunto periodo delle primavere e degli autunni, ed è il più antico annale cinese. Il testo è estremamente conciso, e contiene circa 16.000 parole, ma non può essere ben compreso senza l'aiuto dei commentari, tra i quali è annoverata la Cronaca di Zuo.
La tradizione lo riteneva compilato da Confucio (come dice il confuciano Mencio), e perciò fu incluso nella lista dei Cinque classici della letteratura cinese, ma i moderni studiosi dubitano della sua paternità.

## Contenuto e organizzazione
Il titolo di quest'opera presenta una metonimia per indicare l'anno intero e fu utilizzato anche dagli annali di altri regni cinesi dello stesso periodo, come testimoniato nel Mozi. Tuttavia questo è l'unico testo rimasto ai giorni nostri.
Gli eventi registrati nel libro sono limitati ad alcuni settori: l'accento è posto sulle relazioni feudali tra gli stati, sulle azioni militari e sui fatti riguardanti la famiglia reale; la cronaca annota anche cataclismi, visti come influenze divine sul mondo umano. La narrazione segue l'ordine cronologico, datati con l'anno di regno, la stagione, il mese e il giorno secondo il ciclo sessagesimale cinese. Tutte le stagioni sono elencate, anche quando non contengono eventi registrati. Lo stile è fortemente impersonale e non permette di risalire al suo autore.

## Commentari
A causa della concisione e della essenzialità di questo annale, fu composto un numero di commentari per favorire la sua comprensione e provvedere ad un suo ampliamento. Nel Libro degli Han vengono elencati questi quattro commentari:
- Commentario di Zou (鄒氏傳)
- Commentario di Jia (夾氏傳)
- Commentario di Gongyang (公羊傳)
- Commentario di Guliang (榖梁傳)
- Commentario di Zuo (左氏傳)

I primi due sono scomparsi; gli altri due furono scritti nel II secolo a.C., ma riportano informazioni maturate nel periodo dei regni combattenti, e sono formulati in domande e risposte. Il Commentario di Zuo è il più famoso e completo, benché alcuni studiosi dubitano che sia nato veramente come commentario agli Annali delle primavere e degli autunni.